# Joachim Pollak

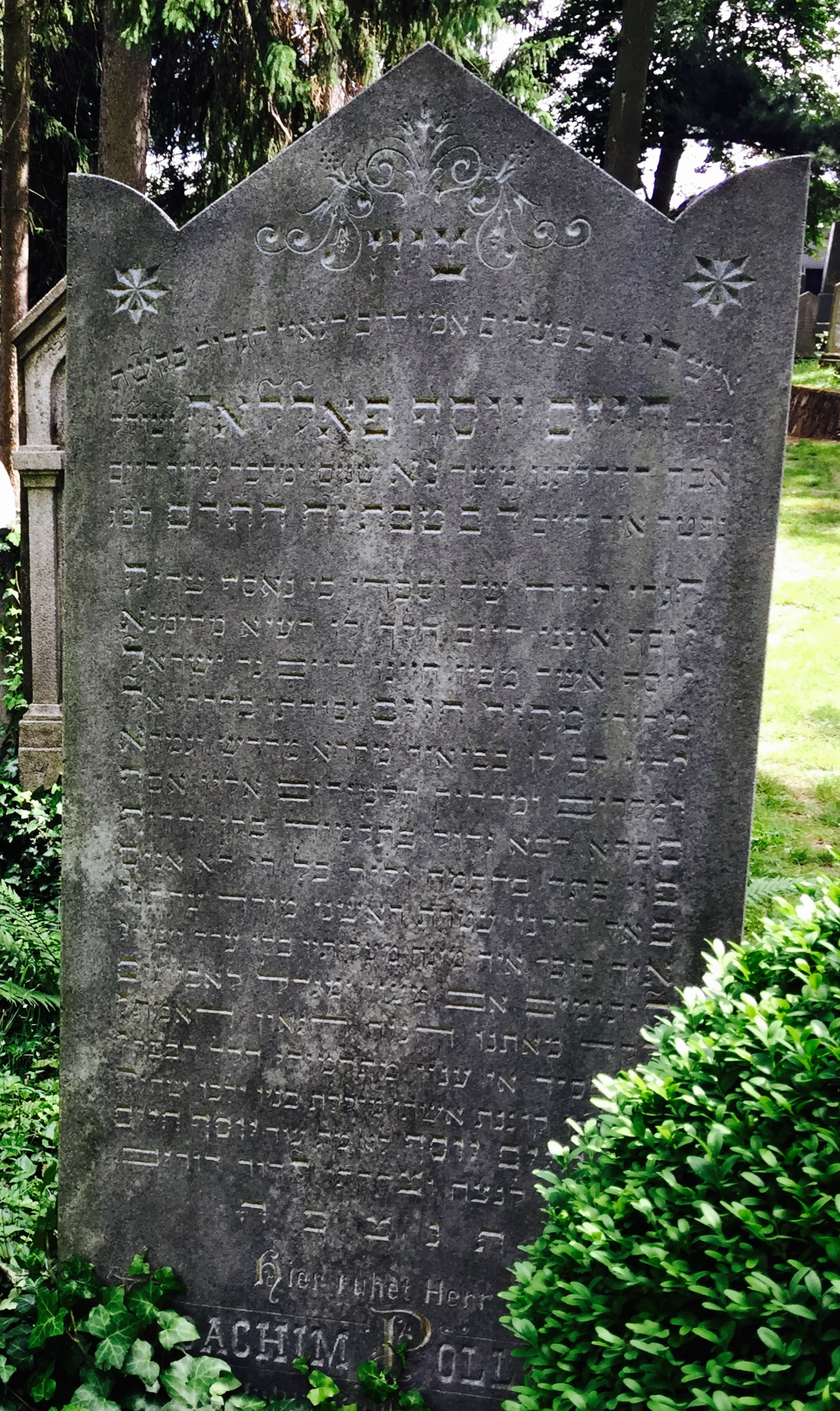
Náhrobek Joachima Josefa Polláka na třebíčském židovském hřbitově.

Joachim Pollak (Chajim Josef ben Šabtaj, חיים יוסף בן שבתי‎) (16. prosince 1798 – 16. prosince 1879) byl moravský rabín, pocházející z rabínské rodiny z Polska. Studoval na ješivách v Třešti a v Bratislavě. Rabínskou ordinaci obdržel od Mordechaje Beneta 12. dubna 1816. Od roku 1828 až do své smrti, tedy padesát let, sloužil jako vrchní rabín a gymnaziální učitel v Třebíči, kde byl jedním z nejváženějších občanů města.
Napsal komentář Mekor chajim k práci R. Isaaca Arama Akedat Jicchak (Bratislava, 1849; 3. vydání, Varšava, 1885) a také jeho biografii. Pollak byl také autor několika hebrejských písní ve výročním vydání Bikurej ha-itim a esej k tématu pravidel talmudu pod hebrejským názvem יש אם למקרא‎ v díle Kevucat chachamim a byl pravidelným přispěvatelem do mnoha časopisů v hebrejštině. Zemřel v Třebíči, kde je pochován na židovském hřbitově.